# Dryptosaurus aquilunguis
Il driptosauro (Dryptosaurus aquilunguis) era un dinosauro carnivoro vissuto nel Cretaceo superiore della parte orientale del Nordamerica.

## Una "vittima di guerra"

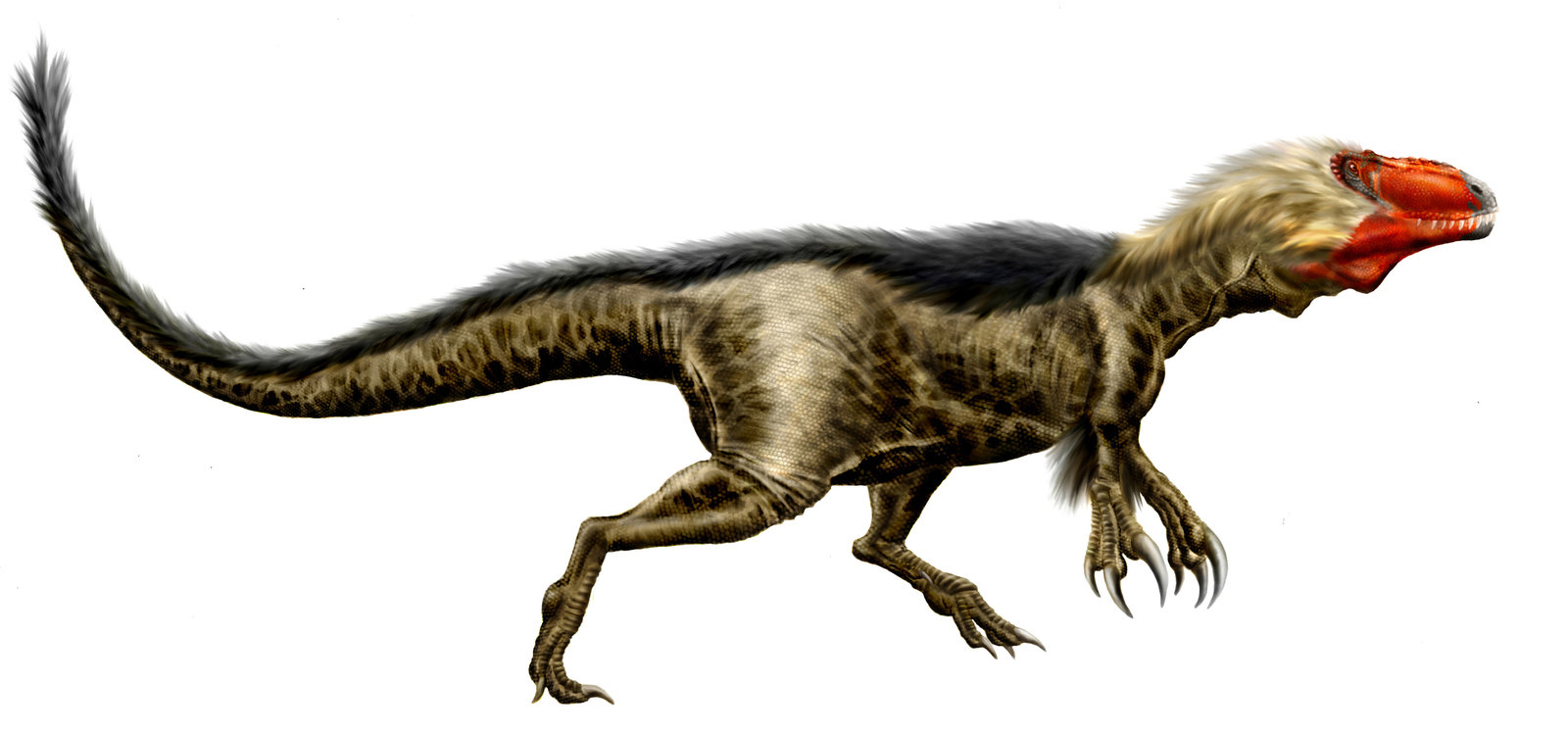
Ricostruzione moderna di Dryptosaurus

Descritto per la prima volta da Edward Drinker Cope nel 1866, questo dinosauro è presto diventato uno dei protagonisti involontari della cosiddetta "guerra delle ossa" tra il paleontologo di Filadelfia e il suo rivale acerrimo, Othniel Charles Marsh.
Cope, infatti, denominò i resti Laelaps aquilunguis, in riferimento a un cane della mitologia greca trasformato in pietra nell'atto di saltare (per rendere l'idea di un predatore bipede e agile), ma il nome risultò già appartenere a un altro animale. Marsh, quindi, lo ridescrisse una decina di anni dopo come Dryptosaurus.

## L'altra parte del Nordamerica
Il driptosauro era, con tutta probabilità, il superpredatore degli Stati Uniti orientali di fine Cretaceo. A quell'epoca, gli Usa orientali erano separati dal resto del continente da un largo braccio di mare che attraversava gli stati centrali, e impediva un vero e proprio interscambio faunistico. Come risultato, mentre in Wyoming e in Montana si svilupparono faune "famose", con animali come Tyrannosaurus, Triceratops e Ankylosaurus, nel New Jersey la fauna a dinosauri era molto più ridotta e conservava forme abbastanza primitive come Dryptosaurus.
I resti fossili di questi dinosauri, tuttavia, sono scarsissimi, e quelli del driptosauro sono tra i meglio conservati.
Lungo dai sei ai nove metri, questo grande teropode vagava in cerca di prede come i dinosauri dal becco d'anatra (adrosauri). Nel New Jersey, infatti, sono stati trovati i resti di Hadrosaurus, ovvero l'animale che dà il nome all'intero gruppo di dinosauri erbivori.

## I "dinosauri combattenti" di Charles Knight

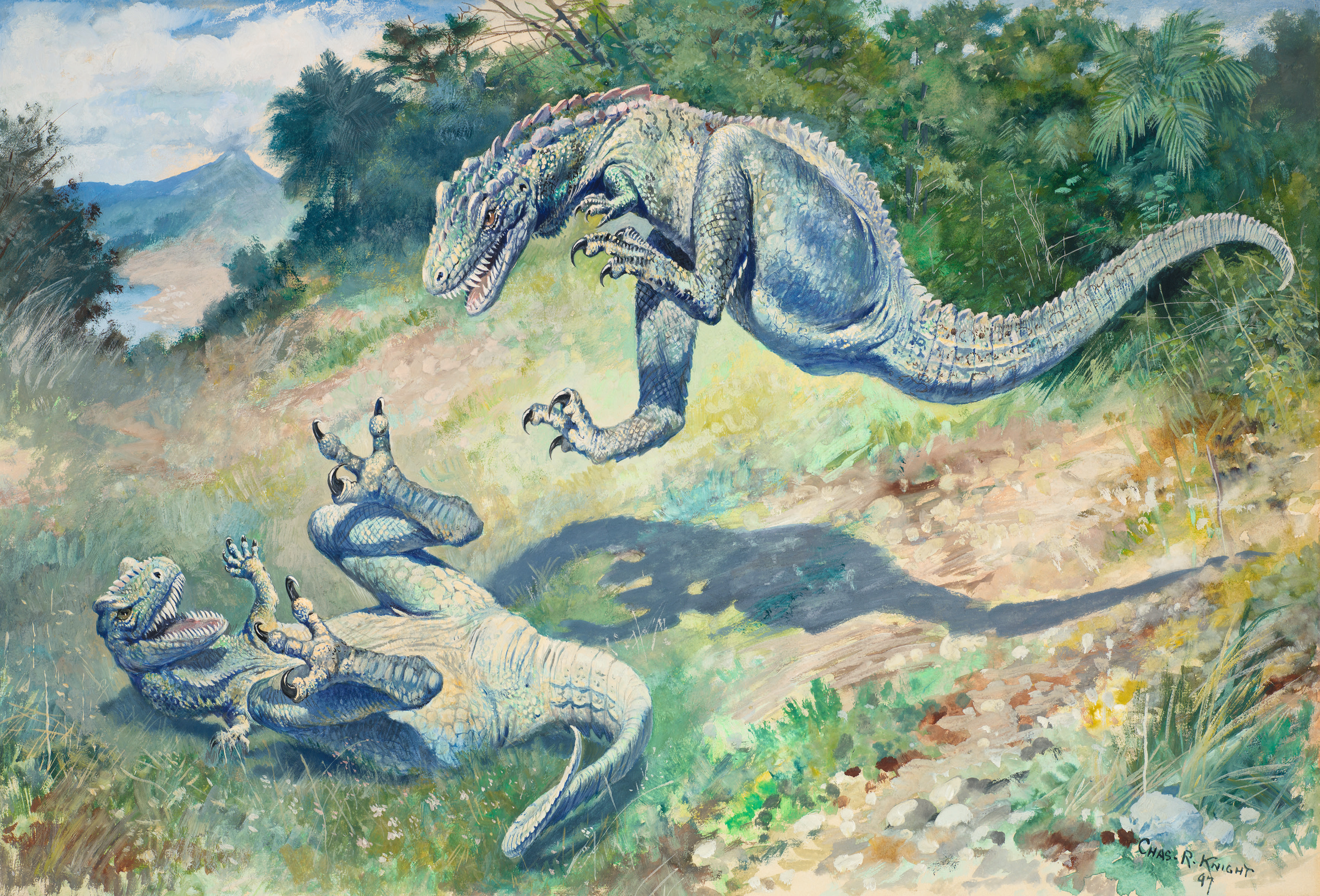
Il famoso dipinto di Charles Knight, 1897

Benché piuttosto famoso dal momento che è stato uno dei primi dinosauri carnivori descritti nel continente americano, il driptosauro non è un animale molto conosciuto: i suoi resti fossili ritrovati nel New Jersey, infatti, sono piuttosto frammentari.
Tra i vari resti, sono stati rinvenuti quelli di un grande artiglio (da qui il nome specifico "aquilunguis") che originariamente si pensava fosse posizionato sui "piedi" del dinosauro. È molto più probabile, invece, che quest'arma fosse appartenuta agli arti anteriori, poiché se fosse stata a contatto costante con il terreno sarebbe stata danneggiata.
Famosa è la ricostruzione data dal pittore Charles R. Knight, che sul finire dell''800 rappresentò due di questi animali in lotta tra loro, mettendo in risalto le enormi zampe posteriori artigliate.

## Classificazione confusa
Il driptosauro attirò subito l'attenzione dei paleontologi dell'epoca, che lo riconobbero come un rappresentante di quella linea di dinosauri carnivori noti come teropodi, e riscontrarono somiglianze con il Megalosaurus del Giurassico europeo, anche se la differenza stratigrafica era davvero ampia.
Alcune caratteristiche del nuovo fossile, però, erano davvero peculiari: innanzitutto il grande artiglio, certo, ma anche il femore, apparentemente simile a quello dell'erbivoro Iguanodon.
Per anni e anni, il driptosauro è stato variamente classificato tra i cosiddetti carnosauri, posizionato principalmente in una "famiglia calderone" come quella dei megalosauridi.
Negli anni '90, il driptosauro venne avvicinato ai celurosauri, in particolare a forme primitive, ma negli anni più recenti si tende a vedere questo animale come un rappresentante basale, seppur di età particolarmente tarda, dei tirannosauroidi.